# Supremo Tribunal de Espanha

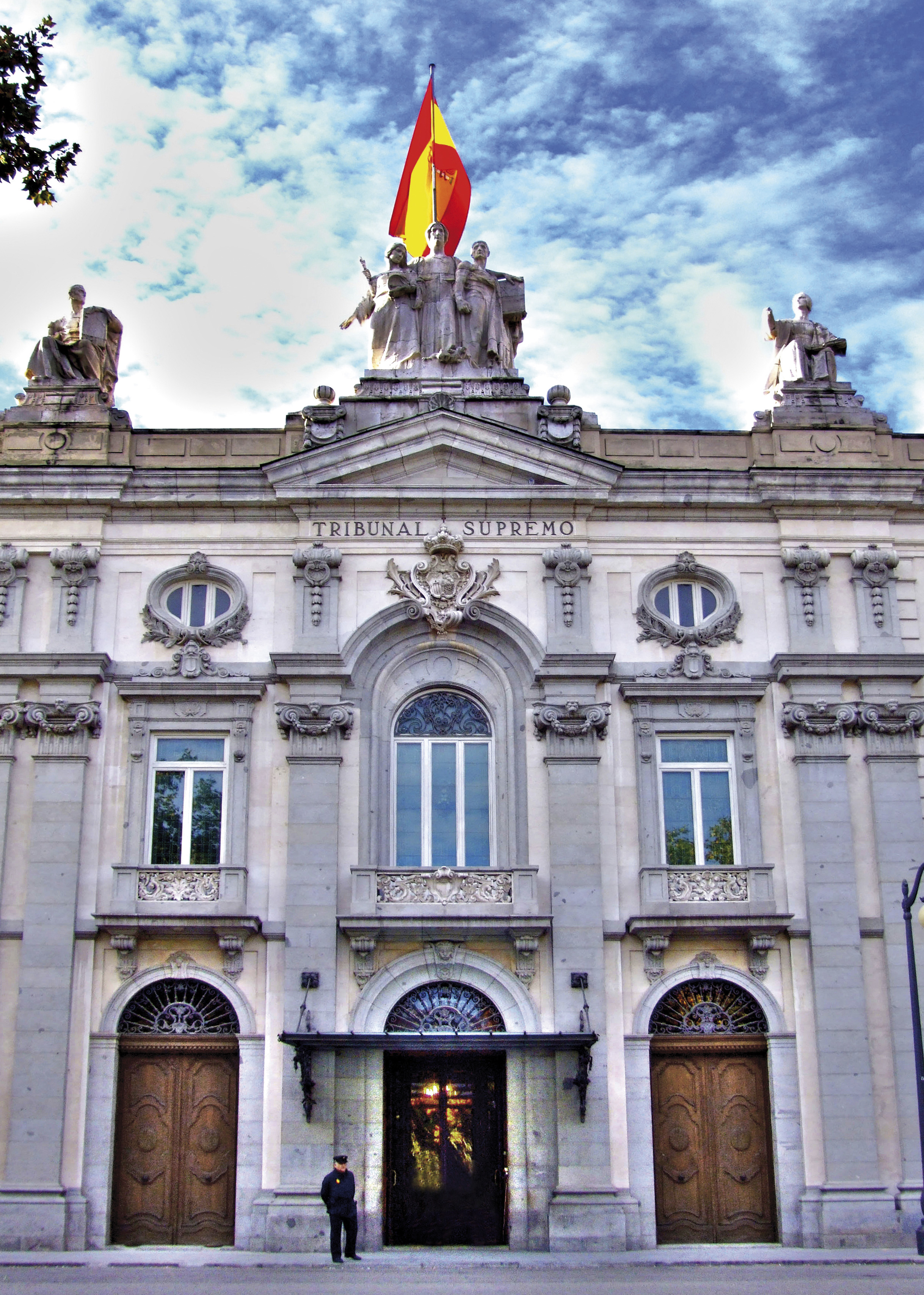
Sede do Supremo Tribunal, em Madrid.

 Supremo Tribunal de Espanha (em castelhano:  Tribunal Supremo de España) é o mais alto Tribunal de Justiça do Reino de Espanha, constituindo o órgão constitucional máximo do Poder Judicial do Estado espanhol. Encontra-se instalado em Madrid e tem jurisdição suprema, em todos os aspectos, sobre as decisões de todos os órgãos da justiça espanhola, salvo as disposições relativas às garantias constitucionais, que são da responsabilidade do Tribunal Constitucional.

## Secções
O Supremo Tribunal está dividido em 5 Secções.
- 1ª Secção: Civil
- 2ª Secção: Penal
- 3ª Secção: Contencioso Administrativo
- 4ª Secção: Social
- 5ª Secção: Militar

## Secções Especiais
Adicionalmente no seio do Supremo Tribunal existem outros órgãos jurisdicionais especiais:
- Tribunal de Conflitos de Jurisdição: decide os conflitos positivos e negativos de jurisdição entre os Julgados ou Tribunais e a Administração; é composto pelo Presidente do Supremo Tribunal, dois Juízes da 3ª Secção (Contencioso Administrativo) e três Conselheiros Permanentes do Conselho de Estado.
- Secção de Conflitos de Jurisdição: decide os conflitos positivos e negativos de jurisdição entre um órgão judicial pertencente à jurisdição ordinária e um órgão judicial pertencente à jurisdição militar; é composta pelo Presidente del Tribunal Supremo, dois Juízes da Secção correspondente à ordem jurisdicional da jurisdição ordinária em conflito e dois Juízes da 5ª Secção (Militar).
- Secção Especial de Conflitos de Competência: decide os conflitos positivos e negativos de  competência entre órgãos judiciais pertencentes a distintas ordens jurisdicionais; é composta pelo Presidente del Tribunal Supremo e por um Juiz de cada una Secções correspondentes às  ordens jurisdicionais em conflito.
- Secção Especial: tramita e decide os processos de ilegalização de partidos políticos, os processos de declaração de erro judicial e sobre a responsabilidade em exercício de funções jurisdicionais das demais Secções do Supremo Tribunal e outros processos de especial importância; é composta pelo Presidente del Tribunal Supremo, pelos Presidentes das Secções e pelos Juízes mais antigo e mais recente de cada Secção.